# Schwonausee
Der Schwonausee oder Schwonauer See ist ein See in der Gemeinde Malente im Kreis Ostholstein in Schleswig-Holstein und liegt (schwer zugänglich) nördlich des Ukleisees und nordöstlich des Kellersees.
Er liegt in der Holsteinischen Schweiz und ist von einer hügeligen Moränenlandschaft umgeben.
Der See hat eine annähernd runde Form mit einem Durchmesser von ca. 300 m. Seine maximale Tiefe beträgt 4,5 m. Er bedeckt eine Fläche von ca. 7 ha und entwässert in den Großen Benzer See.